# حيدر أباد (شاهين دج)
حيدر أباد هي قرية في مقاطعة شاهين دج، إيران. عدد سكان هذه القرية هو 41 في سنة 2006.